# Shinshū-Universität

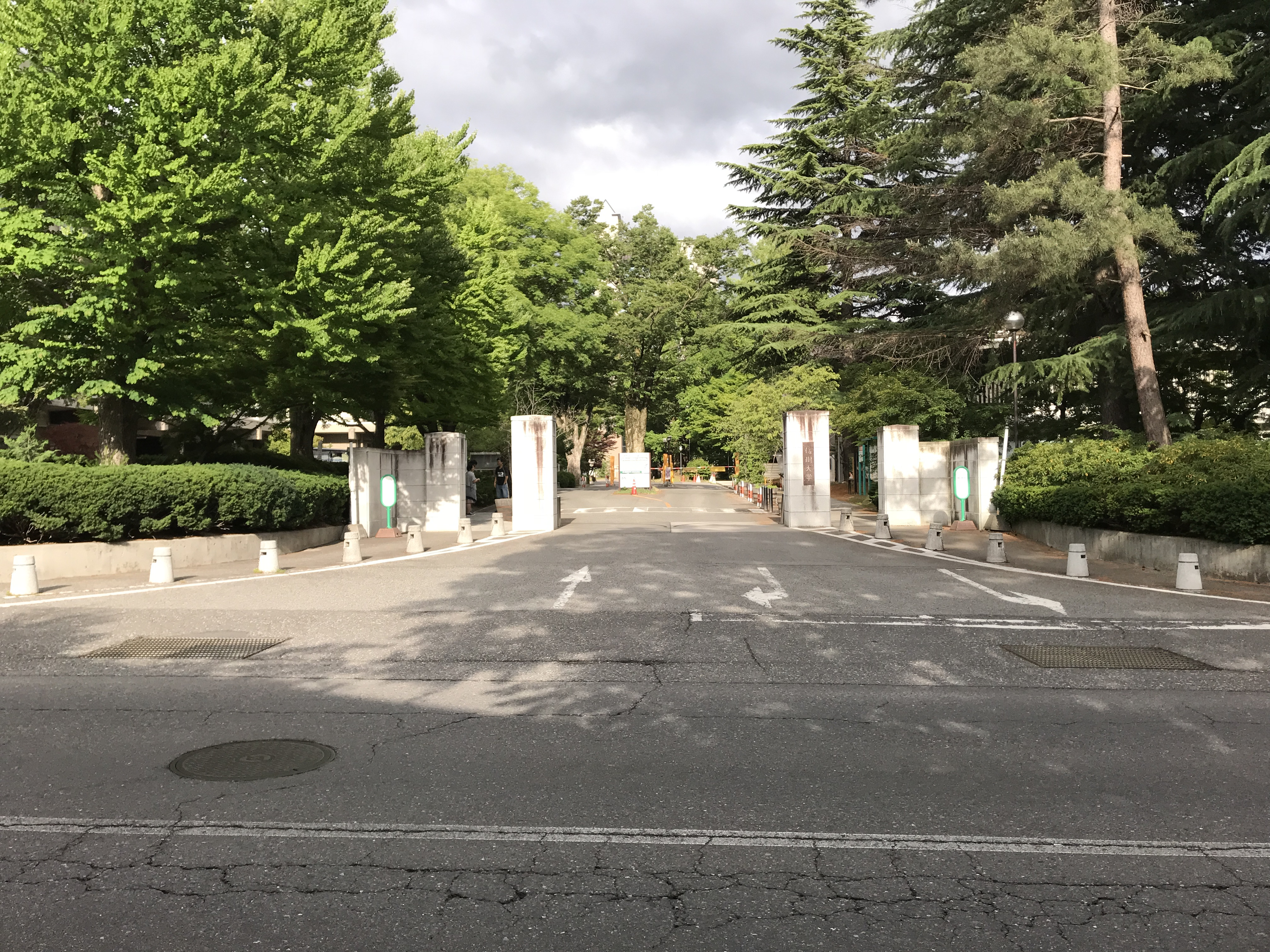
Das Haupttor im Matsumoto-Campus

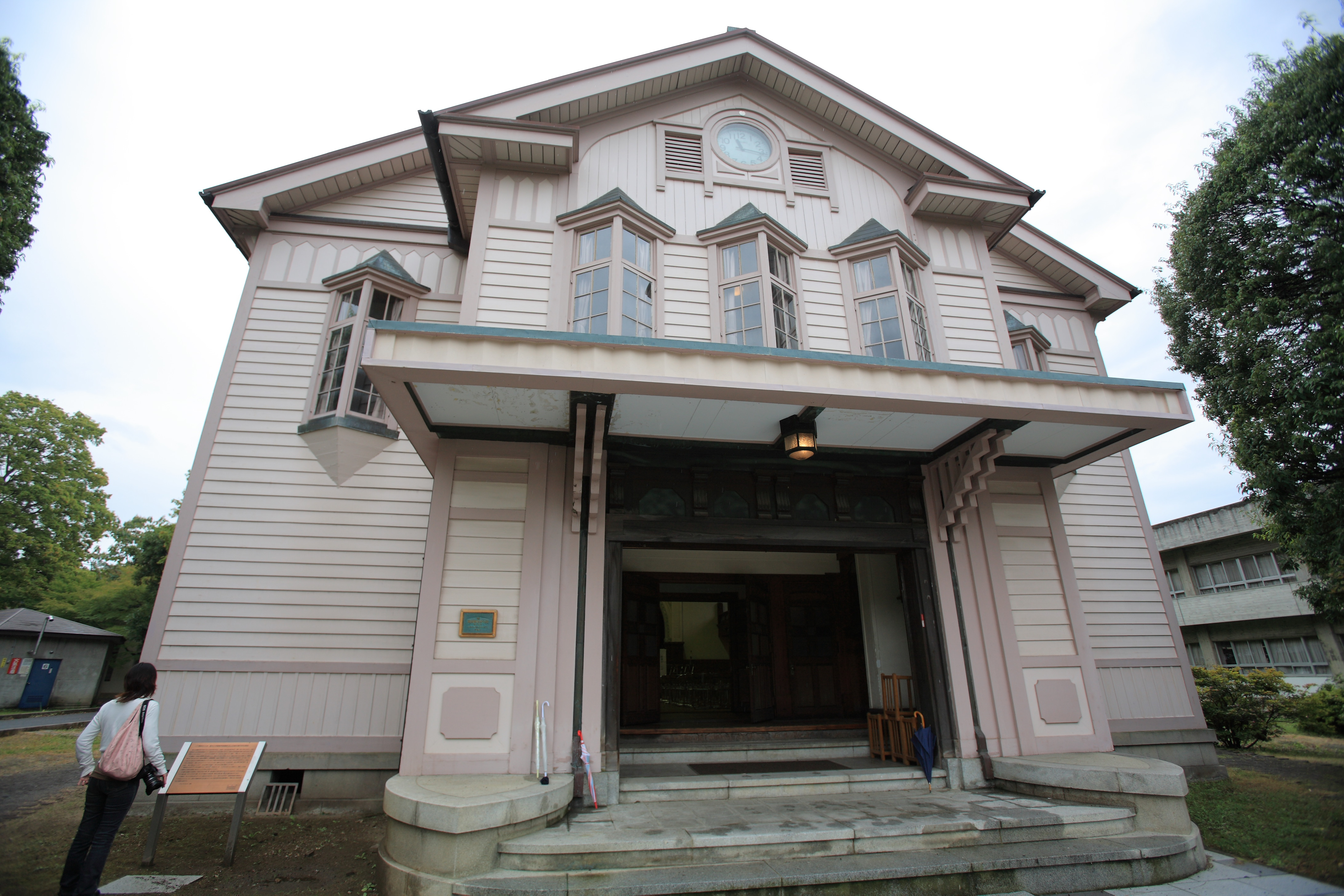
Aula im Ueda-Campus, erbaut 1929

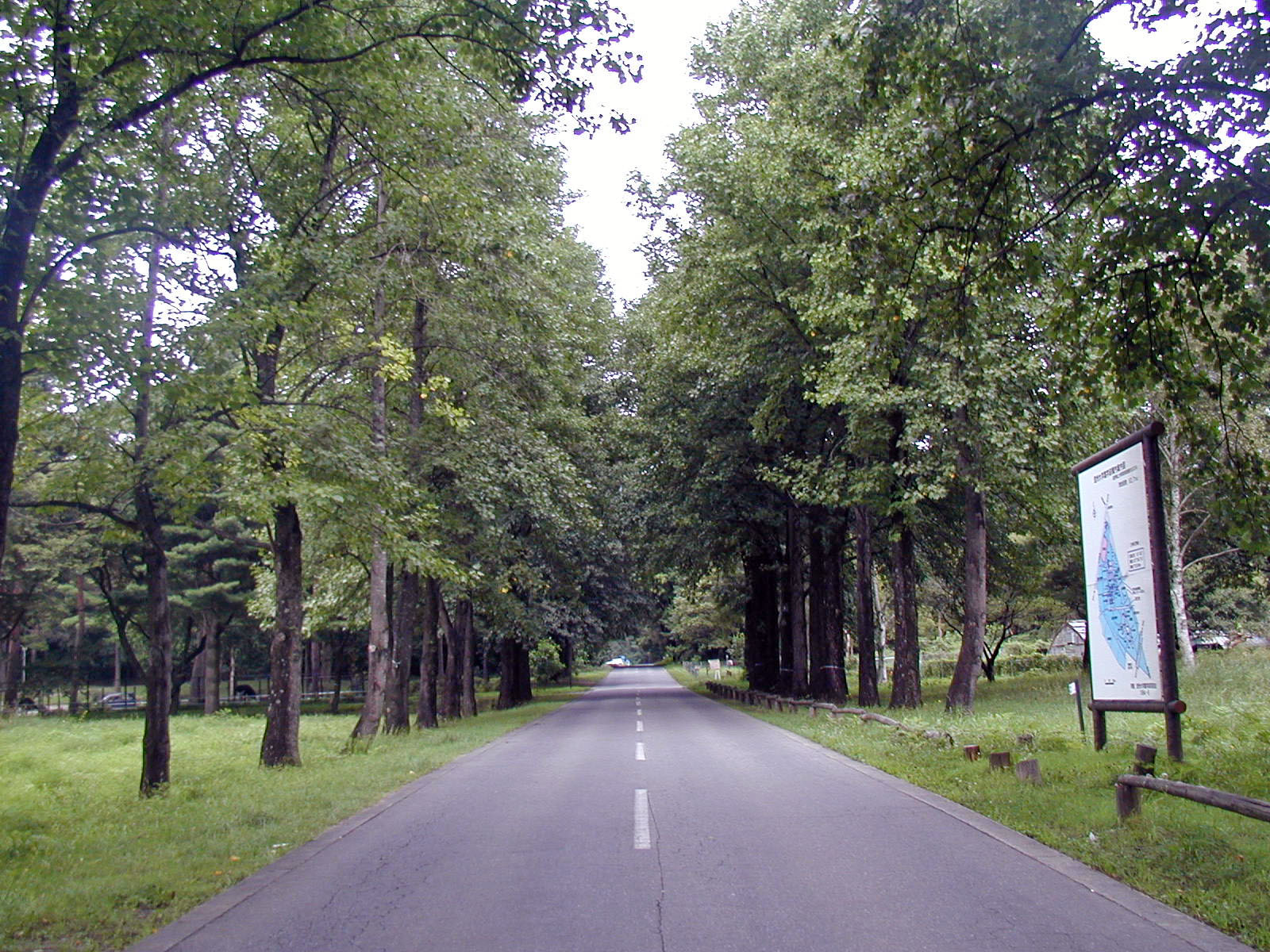
Minamiminowa-Campus

Die Shinshu-Universität (jap. 信州大学, Shinshū-Daigaku; Abkürzung: 信大, Shindai) ist eine staatliche Universität in der Präfektur Nagano, Japan. Sie wurde nach der japanischen Hochschulreform 1949 durch den Zusammenschluss von acht bis zu diesem Zeitpunkt eigenständigen Hochschulen gegründet. Die Hauptverwaltung der Universität sowie weitere zentrale Einrichtungen wie die zentrale Universitätsbibliothek und die Universitätsklinik befinden sich auf dem Matsumoto-Campus in Matsumoto. Der momentane Präsident der Universität ist Kunihiro Hamada.
Sie ist nicht identisch mit der 2002 gegründeten Matsumoto Universität.

## Fakultäten
Es gibt acht Fakultäten, die sich auf fünf Standorte in der Präfektur Nagano wie folgt verteilen:
- Matsumoto-Campus (Matsumoto, 36° 15′ 3,7″ N, 137° 58′ 45,5″ OKoordinaten: 36° 15′ 3,7″ N, 137° 58′ 45,5″ O):
  - Fakultät für Geistes- und Kulturwissenschaft
  - Fakultät für Wirtschaftswissenschaft
  - Fakultät für Naturwissenschaften
  - Fakultät für Medizin
- Nagano-Campus (Pädagogik) (Nagano, 36° 39′ 24,3″ N, 138° 10′ 56,3″ O):
  - Fakultät für Pädagogik
- Nagano-Campus (Ingenieurwissenschaften) (Nagano, 36° 37′ 50,7″ N, 138° 11′ 22″ O):
  - Fakultät für Ingenieurwissenschaften
- Ueda-Campus (Ueda, 36° 23′ 31,2″ N, 138° 15′ 45,5″ O):
  - Fakultät für Faserwissenschaften
- Minamiminowa-Campus (Minamiminowa, 35° 51′ 57,2″ N, 137° 56′ 6,9″ O):
  - Fakultät für Landwirtschaft